# ガラルド州

ガラルド州

ガラルド州（ガラルドしゅう、英語：State of Ngaraard）は、パラオ共和国の州の一つ。

## 概要
バベルダオブ島北側に位置し、最北端のアルコロン州に隣接する。西海岸はマングローブ林で覆われている。
島を一周するコンパクト・ロードの完成により、州の生活状況は大きく変わった。かつては船しか交通の手段がなかったが、現在では自動車が使われるようになった。
人口は413人(2015年)で、州都はUlimangである。他にCholl、Elab、Ulimang、Ngebuked、Ngkeklauの集落がある。パラオ16州の中で面積が8番目に大きい州である。

## 註
1. ↑  “2015 Census of Population, Housing and Agriculture Tables” (PDF) (英語).   Office of plannning and statistics, Ministry of Finance, Republic of Palau. p. 10. 2020年12月29日閲覧。